# ترکیب تیم ملی فوتبال عربستان در جام ملت‌های آسیا ۲۰۲۳
| نگهداری تراگنجانش           |
| --------------------------- |
| بررسی کامل بودن تراگنجانش‌ها |